# تشاك جاكسون (لاعب كرة قاعدة)
تشاك جاكسون (بالإنجليزية: Chuck Jackson)‏ هو لاعب كرة قاعدة أمريكي، (ولد في سياتل في الولايات المتحدة 1963  م).

## وصلات خارجية
- تشاك جاكسون على موقعبيزبول رفرنس.كوم (الدوري الرئيسي) (الإنجليزية)
- تشاك جاكسون على موقعبيزبول رفرنس.كوم (الدوري الثانوي) (الإنجليزية)